# Mini Andén
Mini Andén, pseudonimo di Susanna Andén (Stoccolma, 7 giugno 1978), è una supermodella svedese, occasionalmente anche attrice e presentatrice televisiva.

## Biografia
Inizia la propria carriera nel mondo della moda ad appena dieci anni, ed ottiene un contratto con la Elite Model Management all'età di quindici anni. È comparsa sulle copertine di numerose riviste come Vogue, Marie Claire, Cosmopolitan ed ELLE. Ha lavorato come testimonial per le campagne pubblicitarie di Calvin Klein, Donna Karan, BCBG, Louis Vuitton, Hugo Boss e Gucci, e per il profumo Armani Code. Inoltre è comparsa numerose volte sui cataloghi di Victoria's Secret, per cui sfila nel 2000, 2001 e 2003.
Ha lavorato in televisione come giudice nel concorso di bellezza Miss Universo nel 2001, e dal 2005 è stata la presentatrice della trasmissione Scandinavia's Next Top Model. Mini Andén ha anche recitato in alcuni film come Ocean's Twelve e La ragazza del mio migliore amico, ed alcune serie televisive come CSI: Miami, Ugly Betty, Nip/Tuck, NCIS nella puntata "Model Behavior" e Chuck nel ruolo ricorrente di Carina Miller. Più significativa è stata la sua presenza in Fashion House, in cui la Anden ha interpretato il ruolo di Tania Ford in trentadue episodi.

## Filmografia

### Cinema
- Prime, regia di Ben Younger (2005)
- Ocean's Twelve, regia di Steven Soderbergh (2004)
- La ragazza del mio migliore amico (My Best Friend's Girl), regia di Howard Deutch (2008)
- Ricatto d'amore (The Proposal), regia di Anne Fletcher (2008)
- Professione assassino (The Mechanic), regia di Simon West (2011)

### Televisione
- NCIS - Unità anticrimine – serie TV, episodio 3x11 (2005)
- Nip/Tuck – serie TV, 1 episodio (2010)
- CSI: Miami – serie TV, 2 episodi (2009-2010)
- Bones – serie TV, 1 episodio (2011)
- Chuck – serie TV, 4 episodi (2007-2011) - Carina Miller
- Detective Monk – serie TV, episodio 4x10 (2006)

## Doppiatrici italiane
Nelle versioni in italiano delle opere in cui ha recitato, Mini Andén è stata doppiata da:
- Domitilla D'Amico in NCIS - Unità anticrimine
- Selvaggia Quattrini ne La ragazza del mio migliore amico
- Emanuela D'Amico in CSI: Miami
- Angela Brusa in Nip/Tuck
- Alessandra Korompay in Professione assassino
- Federica De Bortoli in Prime
- Daniela Calò in Detective Monk
- Barbara De Bortoli in Chuck (s. 1)
- Chiara Colizzi in Chuck (s. 3-4)

## Agenzie
- Elite Model Management - New York, Los Angeles
- IMG Models - New York
- Mikas - Svezia
- Option Model Agency
- Action Management
- Iconic Management